# Tensión anular
La tensión anular es un término en química orgánica que describe la desestabilización de una molécula cíclica, como por ejemplo un cicloalcano, debido a que tiene orientaciones espaciales desfavorables de alta energía para sus átomos. Las moléculas no cíclicas no exhiben tensión anular, debido a que sus átomos terminales (extremos) no fuerzan un tipo particular de orientación espacial.
La tensión anular resulta de una combinación de tensión angular, tensión conformacional o tensión de Pitzer, y tensión transanular o tensión de van der Waals.

## Tensión angular en alcanos
En alcanos, el solapamiento óptimo de orbitales atómicos se alcanza a 109.5°. Los cicloalcanos más comunes tienen cinco o seis átomos de carbono en su anillo. Adolf von Baeyer recibió el Premio Nobel en 1905 por el descubrimiento de la teoría de la tensión de Baeyer, que era una explicación de las estabilidades relativas de moléculas cíclicas.
La tensión angular se produce cuando los ángulos de enlace se desvían de los ángulos de enlace ideales para alcanzar mayor nivel de adhesión en una conformación química específica. La tensión angular afecta típicamente a las moléculas cíclicas, que carecen de la flexibilidad de las moléculas acíclicas o lineales.
La tensión angular desestabiliza una molécula, tal como se manifiesta en una mayor reactividad y un calor de combustión mayor. Mayor nivel de adhesión resulta de la superposición efectiva de los orbitales atómicos en un enlace químico. Una medida cuantitativa de tensión angular es la energía de deformación. La tensión angular y la tensión torsional se combinan para crear la tensión en el anillo que afecta a las moléculas cíclicas.
Para calcular la tensión angular, se calcula el calor de combustión del alcano lineal y de su cicloalcano correspondiente, y la diferencia entre ambos da la tensión anular en kJ/mol.
CnH2n + 3/2 n O2 → n CO2 + n H2O - ΔHcombustión
Para comparar las tensiones anulares de diferentes cicloalcanos se normalizan las energías midiendo por unidad de grupo metileno (CH2), dividiendo el calor molar de combustión en los cicloalcanos correspondientes por el número de eslabones o grupos metileno.
| Tamaño de anillo | Energía de tensión (kcal/mol) |    | Tamaño de anillo | Energía de tensión (kcal/mol) |
| ---------------- | ----------------------------- | -- | ---------------- | ----------------------------- |
| 3                | 27.5                          | 10 | 12.4             |                               |
| 4                | 26.3                          | 11 | 11.3             |                               |
| 5                | 6.2                           | 12 | 4.1              |                               |
| 6                | 0.1                           | 13 | 5.2              |                               |
| 7                | 6.2                           | 14 | 1.9              |                               |
| 8                | 9.7                           | 15 | 1.9              |                               |
| 9                | 12.6                          | 16 | 2.0              |                               |

## Tensión angular en alquenos
Los alquenos cíclicos están sujetos a la tensión resultante de la distorsión de los centros de carbono sp2-hibridado. Un ejemplo ilustrativo es el C60 donde se piramidalizan los centros de carbono. Esta distorsión aumenta la reactividad de esta molécula. La tensión angular también es la base de la regla de Bredt, que dicta que los centros de carbono cabeza de puente no pueden tener un doble enlace porque el alqueno resultante estaría sujeto a una tensión angular extrema.

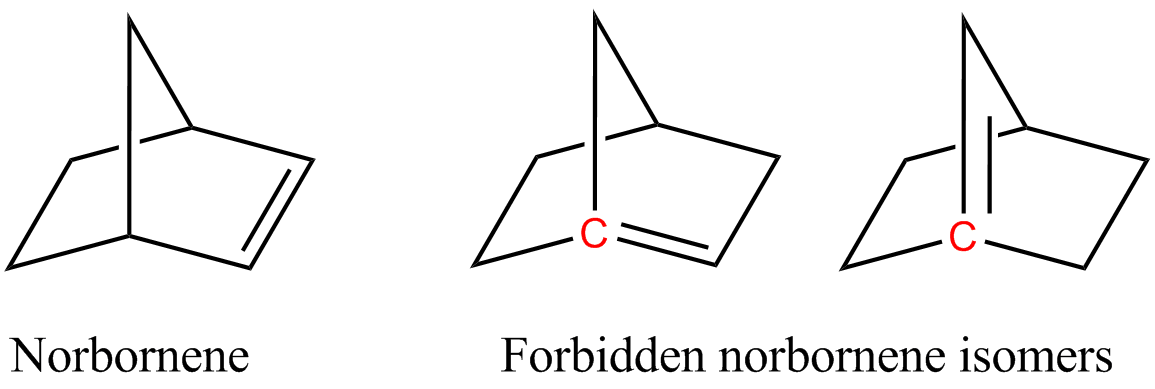
La regla de Bredt indica que los alquenos rara vez incorporan a centros de carbono de cabeza de puente. Esta regla es una consecuencia de la tensión angular.

## Ejemplos
Las moléculas con una alta cantidad de tensión anular consisten de anillos de tres y cuatro miembros, inclusive existen algunos de cinco miembros. Estos incluyen a: ciclopropanos, ciclopropenos, ciclobutanos, ciclobutenos, [1,1,1]propelanos, [2,2,2]propelanos, epóxidos, aziridinas, ciclopentenos, y norbornenos. Estas moléculas tienen ángulos de enlace entre los átomos de sus anillos que son más agudos que los ángulos de enlace óptimos: tetraédrico (109,5°) y trigonal plano (120°). Debido a que los ángulos de enlace son menores, los enlaces son de alta energía y adquieren un mayor carácter p para reducir la energía de los enlaces. Además, las estructuras de estos anillos ofrecen muy poca flexibilidad conformacional. De ahí que los sustituyentes de los átomos de estos anillos existan en una conformación eclipsada en los anillos de tres miembros, y entre gauche y eclipsada en los anillos de cuatro miembros, contribuyendo a una mayor energía de tensión de anillo en forma de repulsiones de Van der Waals.

## Síntesis orgánica
La energía potencial y estructura de enlace únicas contenidas en los enlaces de estas moléculas con tensión anular puede ser utilizada para dirigir reacciones en síntesis orgánica. Ejemplos de estas reacciones son polimerización de metátesis de apertura de anillo, apertura de anillo fotoinducida de los ciclobutenos, y la apertura nucleofílica de los epóxidos y aziridinas.